# Международный вегетарианский союз
Международный вегетарианский союз, IVU (англ. International Vegetarian Union) — международная общественная организация, цель которой — популяризация вегетарианства. Была основана в 1908 году в Дрездене, Германия.
Организацией руководит Международный совет и добровольцы, избираемые Member Societies на каждом World Vegetarian Congress.
Членами организации могут быть континентальные (такие как EVU, VUNA, NAVS) или местные и прочие региональные организации, главной целью которых является продвижение вегетарианства и поддержка вегетарианского образа жизни (например, EarthSave).